# 242 (numero)
Duecentoquarantadue (242) è il numero naturale dopo il 241 e prima del 243.

## Proprietà matematiche
- È un numero pari.
- È un numero composto con 6 divisori: 1, 2, 11, 22, 121 e 242. Poiché la somma dei suoi divisori (escluso il numero stesso) è 157 < 242, è un numero difettivo.
- È un numero nontotiente.
- È un numero odioso.
- È un numero palindromo e un numero a cifra ripetuta nel sistema di numerazione posizionale a base 3 (22222); inoltre è un numero palindromo nel sistema a base 7 (464) e nel sistema numerico decimale.
- Può essere espresso come somma di due quadrati: 242=11²+77²(=2·11²).
- È il numero massimo di regioni in cui un piano può essere diviso da 16 circonferenze.
- È parte delle terne pitagoriche (242, 1320, 1342), (242, 14640, 14642).

## Astronomia
- 242P/Spahr è una cometa periodica del sistema solare.
- 242 Kriemhild è un asteroide della fascia principale del sistema solare.

## Astronautica
- Cosmos 242 è un satellite artificiale russo.

## Altri ambiti
- L'additivo alimentare E242 è il conservante dimetildicarbonato.
- +242 è il prefisso telefonico internazionale della Repubblica del Congo.
- La risoluzione 242 del Consiglio di sicurezza delle Nazioni Unite è un'importante risoluzione che fu adottata nel 1967 a seguito della guerra dei sei giorni.
- La Volvo 242 è stato un modello di berlina prodotto dalla Volvo dal 1974 al 1984.